# Les Favoris
Pour plus de détails, voir Fiche technique et Distribution.
Les Favoris (Бакенбарды, Bakenbardy) est un film soviétique réalisé par Youri Mamine, sorti en 1990. 

## Fiche technique
- Titre original : Бакенбарды
- Titre français : Les Favoris[1]
- Réalisation : Youri Mamine
- Scénario : Viatcheslav Leïkine
- Photographie : Sergueï Nekrassov
- Musique : Alexeï Zalivalov
- Pays d'origine : URSS
- Format : Couleurs - 35 mm - Mono
- Genre : comédie
- Durée : 100 minutes
- Date de sortie : 1990

## Distribution
- Viktor Soukhoroukov : Viktor
- Alexandre Medvedev : Alexandre
- Artour Vakha : Kherts
- Alexandre Lykov : Chtyr
- Elena Nemtchenko : Olia
- Olga Alabycheva : Lenka
- Olga Samarina : Valkiria
- Viktor Mikhaïlov : Pacha
- Vladimir Kalich : Kirillov
- Iouri Tsibine : Iouri Litchouïev